# Wappen der Mongolei

Heutiges Wappen der Mongolei

Das Wappen der Mongolei (mongolisch Монгол улсын төрийн сүлд / Mongol ulsyn töriin süld) wurde in der Verfassung von 1992 festgeschrieben. Es ersetzte das bis dahin von der Mongolischen Volksrepublik verwendete Wappen.

## Beschreibung
Das Wappen hat eine kreisrunde Form, mit einem Fuß in Form eines weißen Lotus. Entlang des Kreisumfangs läuft ein „unendlicher Tumen Nasan“, ein fortlaufendes Ornament aus sich regelmäßig überkreuzenden Linien ähnlich dem laufenden Hund der europäischen Antike.
Die Grundfläche ist blau und symbolisiert den ewigen blauen Himmel, welchen die Mongolen traditionell als heilig ansehen.
In der Mitte ist ein Windpferd in Kombination mit dem Sojombo-Symbol dargestellt als Ausdruck von Unabhängigkeit, Souveränität und Geist der Mongolei.
Am oberen Rand unterbrechen die Drei Juwelen das Randornament. Die Juwelen symbolisieren Vergangenheit, Gegenwart und Zukunft.
Im unteren Bereich der Kreisfläche befindet sich ein Dharma-Rad, welches von einem Chatag (Gebetsschärpe) durchflochten ist. Die beiden Elemente sind Ausdruck von Ehrfurcht und Respekt und symbolisieren fortgesetzten Wohlstand.
Dahinter ist ein Muster von grünen Hügeln angeordnet, welches die Mutter Erde symbolisiert.

## Ursprung der Symbole

Flagge der Mongolei

Die Verehrung von Vater Himmel (alttürkisch Tengri, mongolisch Tenger) und Mutter Erde stammt ursprünglich aus dem schamanistischen Glauben des Tengrismus, welcher unter den Nomadenvölkern Zentralasiens verbreitet war. Der Schamanismus und seine Symbole leben in der Mongolei neben dem Buddhismus bis heute weiter. Die Farbe Blau findet sich aus der gleichen Tradition heraus auch in den nationalen Symbolen anderer Völker der Region.
Das Sojombo-Symbol, welches auch auf der mongolischen Flagge dargestellt wird, ist ein Sonderzeichen zur Markierung des Textanfangs aus der alten mongolischen Sojombo-Schrift.
Die übrigen Symbole stammen aus dem in der Mongolei praktizierten Tibetischen Buddhismus (Lamaismus).

## Verwendung

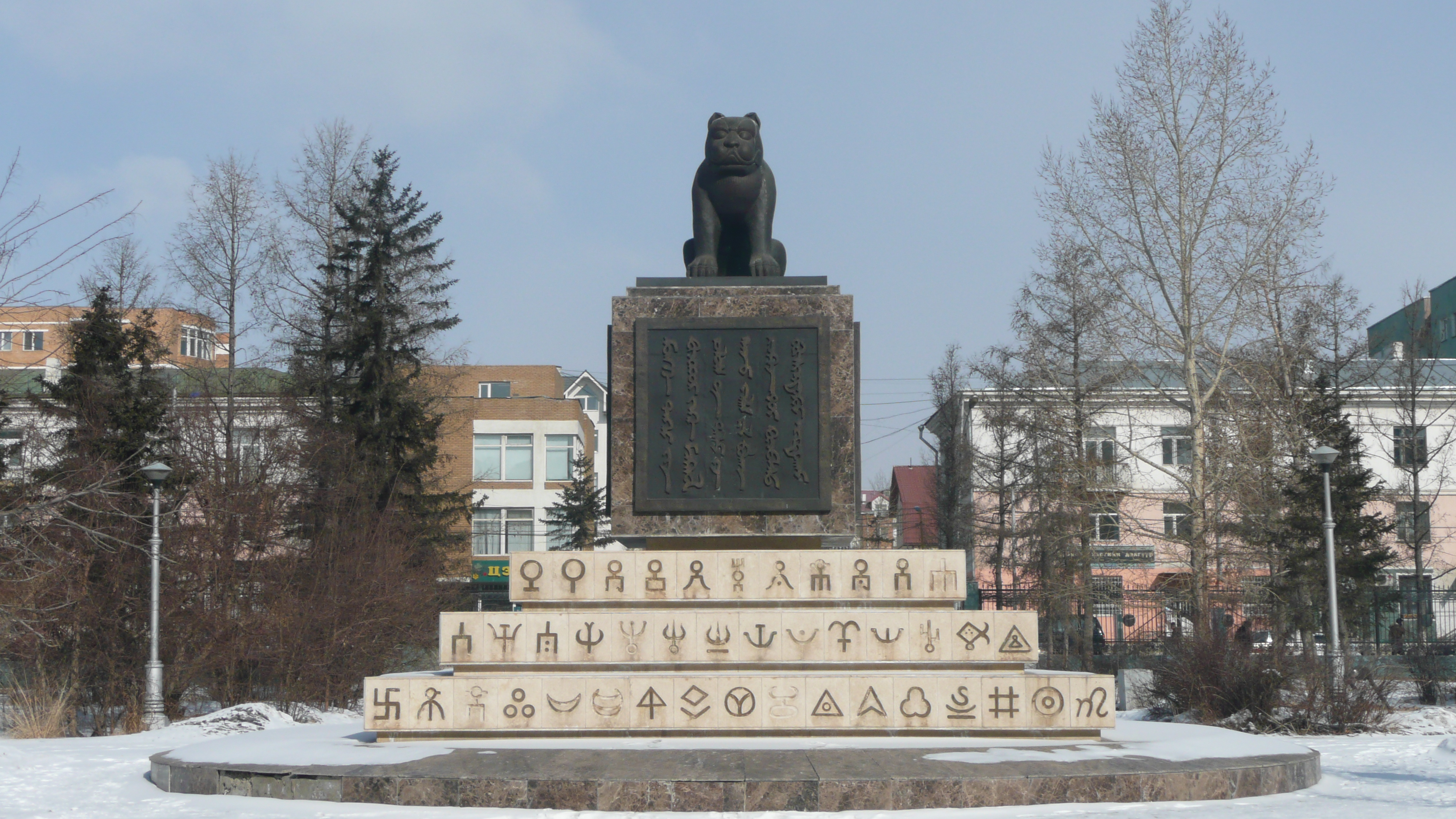
Denkmal der Staatssiegel im hinteren Garten des Parlamentsgebäudes

Abbildungen des Staatswappens finden sich auf offiziellen Dokumenten, in den Räumlichkeiten der Staatsorgane und außen an deren Gebäuden.

### Staatssiegel
Das Staatssiegel bildet innerhalb eines quadratischen Umrisses ebenfalls das Wappen ab. Entlang der Kanten des Quadrates ist das Wort „Mongolei“ auf Mongolisch in unterschiedlichen Schriften geschrieben. Das Siegel selber hat einen Griff in Form eines Löwen und befindet sich in der Obhut des Staatspräsidenten.

## Historische Wappen

Wappen der Mongolischen Volksrepublik von 1940 bis 1941
Wappen der Mongolischen Volksrepublik von 1941 bis 1960
Wappen der Mongolischen Volksrepublik von 1960 bis 1991

Von 1960 bis 1991 benutzte die Mongolische Volksrepublik ein Wappen mit ähnlicher Grundform, aber einigen unterschiedlichen Elementen.
Statt des Windpferds mit Sojombo ist ein normales Pferd mit Reiter dargestellt. Im Hintergrund geht eine Sonne über Bergen auf. Statt der buddhistischen Symbole sind Symbole des Sozialismus eingesetzt. Ein Zahnrad an der Basis symbolisiert die Industrialisierung, Ährengarben als Einfassung symbolisieren den Bauernstand, und an der Spitze steht ein roter Stern mit der sozialistischen Version des Sojombo. Unten hängt eine rot-blau-rote Banderole vor dem Zahnrad mit dem Schriftzug „БНМАУ“, der Abkürzung für Бүгд Найрамдах Монгол Ард Улс (Mongolische Volksrepublik).
Die zwischen 1940 und 1960 verwendeten Versionen des Wappens hatten einen ähnlichen Aufbau, der Reiter trug aber eine traditionelle Lassostange (Urga) in der Hand. Zudem fehlten die Ährengarben, das Zahnrad und das Sojombo-Symbol.